# Länsstyrelsen i Jämtlands län
Länsstyrelsen Jämtlands län är en statlig myndighet med kansli i Östersund. Länsstyrelsen ansvarar för den statliga förvaltningen i länet, och har flera olika mål gällande regional utveckling.
Länsstyrelsens chef är landshövdingen, som utses av Sveriges regering.